# Flaunden
Flaunden est une paroisse civile et un village du Hertfordshire, en Angleterre.